# Olga Potylicyna
Olga Wiktorowna Potylicyna (ros. Ольга Викторовна Потылицына; ur. 17 września 1989 w Krasnojarsku) – rosyjska skeletonistka, brązowa medalistka mistrzostw Europy.

## Kariera
Największy sukces w karierze osiągnęła w 2013 roku, kiedy zdobyła brązowy medal podczas mistrzostw Europy w Igls. W zawodach tych wyprzedziły ją jedynie jej rodaczka, Jelena Nikitina oraz Austriaczka Janine Flock. Jest to jednak jedyny medal wywalczony przez nią na międzynarodowej imprezie tej rangi. Była też między innymi piąta na rozgrywanych dwa lata wcześniej mistrzostwach świata w Königssee. W 2014 roku wystartowała na igrzyskach olimpijskich w Soczi, zajmując piątą pozycję. W listopadzie 2017 roku została zdyskwalifikowana za stosowanie dopingu. Pierwszy raz na podium zawodów Pucharu Świata stanęła 2 grudnia 2011 roku w Igls, gdzie odniosła zwycięstwo.